# Saint-Sauveur-lès-Bray
Saint-Sauveur-lès-Bray település Franciaországban, Seine-et-Marne megyében. Lakosainak száma 355 fő (2022. január 1.). Saint-Sauveur-lès-Bray Bazoches-lès-Bray, Luisetaines, Mouy-sur-Seine, Les Ormes-sur-Voulzie és Vimpelles községekkel határos.

## Népesség
A település népessége az elmúlt években az alábbi módon változott:
| Lakosok száma | 350  | 352  | 359  | 359  | 361  | 364  | 366  | 361  | 355  |
|               | 2013 | 2015 | 2016 | 2017 | 2018 | 2019 | 2020 | 2021 | 2022 |